# 棒棒真棒

电视剧《棒棒真棒》标题画面

《棒棒真棒》是中国4集儿童电视连续剧，改编自刘健屏所著小说《今年你七岁》，由南京电视台摄制，于1992年在中央电视台和卫视中文台播出。导演為悦怀怡、陈应歧，编剧為张弘。电视剧讲述小学一年级学生刘棒棒的故事。

## 分集列表[2]
- 第一集 《多嘴多舌的棒棒》
- 第二集 《小狗杰米》
- 第三集 《找秋天》
- 第四集 《代理小组长》